# Once Upon a Time in Wonderland
Once Upon a Time in Wonderland (englisch für ‚Es war einmal im Wunderland‘) ist eine US-amerikanische Fantasyserie von Edward Kitsis, Adam Horowitz, Zack Estrin und Jane Espenson, die von den ABC Studios produziert wurde. Sie ist ein Spin-off von Once Upon a Time – Es war einmal … und basiert lose auf Lewis Carrolls Roman Alice im Wunderland. Sie handelt von Alice, die ins Wunderland zurückkehrt, um ihren Geliebten zu suchen. Die Erstausstrahlung erfolgte am 10. Oktober 2013 beim US-Sender ABC. In Deutschland war die Serie vom 24. September 2014 bis 29. Oktober 2014 bei Super RTL zu sehen.

## Handlung
Im viktorianischen London erzählt Alice ihren Psychiatern von einem Wunderland, in dem es eine unsichtbare Katze gibt sowie eine rauchende Raupe, wandelnde Spielkarten und einen Dschinn namens Cyrus, in den sich Alice verliebt hat. Die Ärzte halten sie für verrückt und auch Alice beginnt daran zu zweifeln, obwohl sie doch weiß, dass das Wunderland real ist.
Eines Tages tauchen Will Scarlet und das weiße Kaninchen auf und bringen Alice ins Wunderland. Dort trifft sie auf die rote Königin, die zusammen mit dem bösen Zauberer Jafar ihren Geliebten Cyrus in einem Käfig gefangen hält.

## Produktion

### Entstehungsgeschichte
Anfang Februar 2013 berichtete Deadline.com, dass für die Originalserie Once Upon a Time – Es war einmal … nach einem neuen Verrückten Hutmacher (im Original „Mad Hatter“) gesucht wird, da der bisherige Darsteller Sebastian Stan wegen anderer Filmprojekte keine Zeit hat. Des Weiteren soll dieser dann eine eigene Fernsehserie bekommen. Ende März 2013 wurde bekannt gegeben, dass der Verrückte Hutmacher nicht mehr Hauptdarsteller ist, da es gemischte Reaktionen auf die Meldung gab, dass die Rolle neu besetzt werden muss. Deshalb beschloss man, Alice aus Alice im Wunderland die Hauptrolle im Spin-off zu geben.
Im April 2013 wurde ein aus vier Szenen bestehende Präsentation gedreht, die ABC dazu veranlassten der Fernsehserie einen Monat später grünes Licht für eine erste Staffel mit 13 Episoden zu geben. Bei einem ähnlichen Erfolg wie bei der Hauptserie war geplant, dass jede Staffel eine in sich abgeschlossene Handlung beinhalte. Die Dreharbeiten zur eigentlichen Pilotfolge begannen Ende Juli oder Anfang August 2013.
In einer Vorschau auf die letzte Episode der ersten Staffel bezeichnete ABC diese als Serienfinale; das Serienfinale lief am 3. April 2014.

### Casting

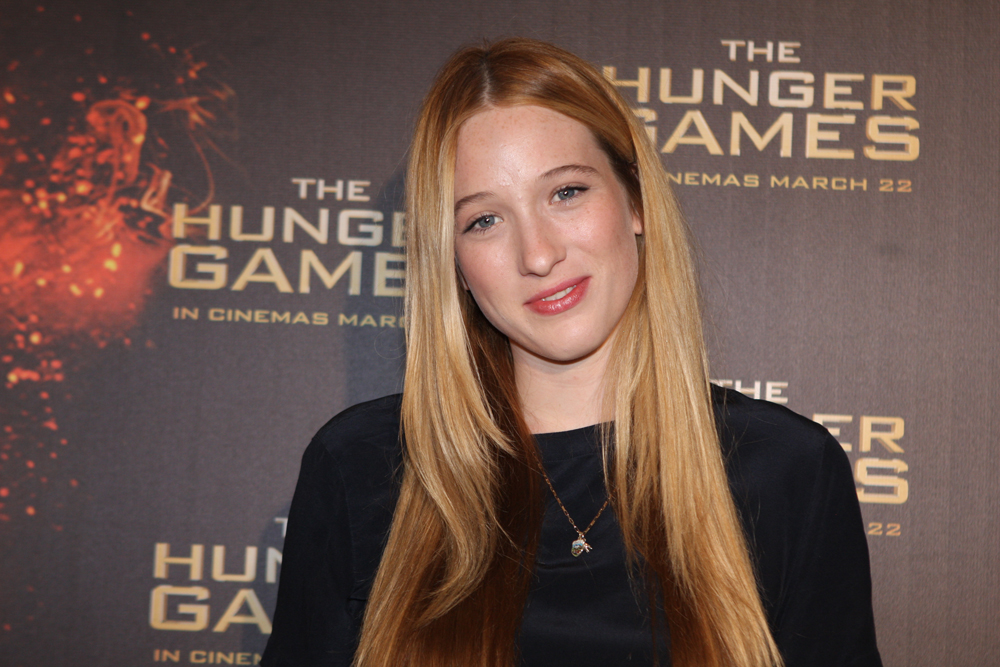
Sophie Lowe spielt die Hauptrolle der Alice

Für die Hauptrolle der Alice wurde Sophie Lowe gecastet. Weitere Rollen bekamen Peter Gadiot als Alice Geliebten Cyrus, Michael Socha als Herzbube, Emma Rigby als rote Königin und John Lithgow als Stimme des weißen Kaninchens. Außerdem wurde die Möglichkeit erwähnt, dass Barbara Hershey ihre Rolle als Cora/Herzkönigin im Spin-off weiterführen könnte. Im Juli 2013 wurde Lost-Star Naveen Andrews für die Hauptrolle des Bösewichts Jafar, den Zauberer aus dem Film Aladdin, gecastet. Daneben wurden Keith David und Whoopi Goldberg für reine Synchronrollen verpflichtet. Im Oktober 2013 erhielt Peta Sergeant eine Rolle in der Serie.

## Besetzung und Synchronisation
Die deutsche Synchronisation entstand durch die Synchronfirma Scalamedia in Berlin. Reine Sprechrollen sind in den folgenden Tabellen kursiv gesetzt.
| Figur                  | Darsteller     | Deutscher Sprecher |
| ---------------------- | -------------- | ------------------ |
| Alice                  | Sophie Lowe    | Marcia von Rebay   |
| Will Scarlet/Herzbube  | Michael Socha  | Patrick Schröder   |
| Cyrus                  | Peter Gadiot   | Nils Dienemann     |
| Anastasia/Rote Königin | Emma Rigby     | Caroline Combrinck |
| Jafar                  | Naveen Andrews | Claus-Peter Damitz |
| Weißes Kaninchen       | John Lithgow   | Claus Brockmeyer   |

| Figur                   | Darsteller                | Episoden           | Deutscher Sprecher       |
| ----------------------- | ------------------------- | ------------------ | ------------------------ |
| junge Alice             | Millie Bobby Brown        | 1, 5               |                          |
| Leroy/Grumpy            | Lee Arenberg              | 1                  | Ole Pfennig              |
| Dr. Lydgate             | Jonny Coyne               | 1, 6               | Thomas Wenke             |
| Grinsekatze             | Keith David               | 1                  | Ekkehardt Belle          |
| Tweedledum #1           | Ben Cotton                | 1–2, 4–6, 8–9, 11  | Max Felder               |
| Tweedledum #2           | Marty Finochio            | 1–2, 4–5, 7–11, 13 |                          |
| Raupe                   | Iggy Pop                  | 1, 3, 8–9, 11      | Kai Taschner             |
| Alices Vater/Edwin      | Shaun Smyth               | 1, 6–7, 13         | Manfred Trilling         |
| Ashley Boyd             | Jessy Schram              | 1                  | Jacqueline Belle         |
| Sultan/Alter Gefangener | Brian George              | 2–7, 9, 11–13      | Erich Ludwig             |
| Maleficent              | Kristin Bauer van Straten | 3                  | Dagmar Dempe             |
| Robin Hood              | Sean Maguire              | 3                  | Hubertus von Lerchenfeld |
| Elizabeth „Lizard“      | Lauren McKnight           | 4, 9–10            | Maren Rainer             |
| Amara                   | Zuleikha Robinson         | 4, 10, 12–13       | Claudia Urbschat-Mingues |
| Millie                  | Kylie Rogers              | 6, 13              |                          |
| Frau Hase               | Whoopi Goldberg           | 8, 13              | Regina Lemnitz           |
| Jabberwocky             | Peta Sergeant             | 9–13               | Sandra Schwittau         |
| Herzkönigin/Cora Mills  | Barbara Hershey           | 11                 | Kerstin Sanders-Dornseif |

## Episodenliste
| Nr. | Deutscher Titel                            | Originaltitel        | Erstausstrahlung USA | Deutschsprachige Erstausstrahlung (D) | Regie           | Drehbuch                                                  |
| --- | ------------------------------------------ | -------------------- | -------------------- | ------------------------------------- | --------------- | --------------------------------------------------------- |
| 1   | Folgen wir dem weißen Kaninchen!           | Down the Rabbit Hole | 10. Okt. 2013        | 24. Sep. 2014                         | Ralph Hemecker  | Edward Kitsis, Adam Horowitz, Zack Estrin & Jane Espenson |
| 2   | Vertrauen ist ein großes Wort              | Trust Me             | 17. Okt. 2013        | 24. Sep. 2014                         | Romeo Tirone    | Rina Mimoun                                               |
| 3   | Vergissmeinnicht                           | Forget Me Not        | 24. Okt. 2013        | 1. Okt. 2014                          | David Solomon   | Richard Hatem                                             |
| 4   | Wer bist du, Anastasia?                    | The Serpent          | 7. Nov. 2013         | 1. Okt. 2014                          | Ralph Hemecker  | Jan Nash                                                  |
| 5   | Leidet auch ein Herz aus Stein?            | Heart of Stone       | 14. Nov. 2013        | 8. Okt. 2014                          | Paul Edwards    | Katie Wech                                                |
| 6   | Nicht jeder findet, was er sucht           | Who’s Alice?         | 21. Nov. 2013        | 8. Okt. 2014                          | Ron Underwood   | Jerome Schwartz                                           |
| 7   | Böses Blut                                 | Bad Blood            | 5. Dez. 2013         | 15. Okt. 2014                         | Ciaran Donnelly | Jane Espenson                                             |
| 8   | Im Inferno von Jafar und der Roten Königin | Home                 | 12. Dez. 2013        | 15. Okt. 2014                         | Romeo Tirone    | Edward Kitsis, Adam Horowitz & Zack Estrin                |
| 9   | Nur keine Angst                            | Nothing to Fear      | 6. März 2014         | 22. Okt. 2014                         | Michael Slovis  | Richard Hatem & Jen Kao                                   |
| 10  | Der Fluch der guten Tat                    | Dirty Little Secrets | 13. März 2014        | 22. Okt. 2014                         | Alex Zakrzewski | Adam Nussdorf & Rina Mimoun                               |
| 11  | Das Herz Aller Dinge                       | Heart of the Matter  | 20. März 2014        | 29. Okt. 2014                         | David Boyd      | Jenny Kao & Katie Wech                                    |
| 12  | Diebe und Liebe                            | To Catch a Thief     | 27. März 2014        | 29. Okt. 2014                         | Billy Gierhart  | Adam Nussdorf & Jerome Schwartz                           |
| 13  | Und wenn sie nicht gestorben sind…         | And They Lived…      | 3. Apr. 2014         | 29. Okt. 2014                         | Kari Skogland   | Edward Kitsis, Adam Horowitz & Zack Estrin                |